# Adolescenza (film 1959)
Adolescenza è un cortometraggio documentario del 1959 diretto da Francesco Maselli.